# Res extensa
La res extensa (a menudo traducido del latín como «sustancia extensa» o «materia extensa») es una de las tres sustancias descritas por René Descartes en sus Meditaciones metafísicas, junto a la res cogitans (o sustancia mental) y a Dios. Según Descartes, la extensión es el principal atributo que identifica a la res extensa.
Descartes indica en sus Reglas para la dirección de la mente que extensión es todo aquello que tiene longitud, latitud y profundidad, comprendiéndose por tanto en res extensa todo aquello que posee cuerpo.
Descartes hace la distinción al mencionar que: «la extensión ocupa lugar, el cuerpo tiene extensión, y la extensión no es cuerpo».
En la segunda meditación de las Meditaciones metafísicas, Descartes ilustra esta idea con ayuda de un pedazo de cera. Un pedazo de cera tiene ciertas propiedades sensibles, como su forma, el sonido que hace al golpearse, su olor, rugosidad y sabor. Sin embargo, cuando la cera se derrite, todas estas propiedades desaparecen, y Descartes reconoce de todas formas que se trata de la misma cera.